# 法国农业信贷银行车队
法国农业信贷银行车队（Crédit Agricole，UCI隊碼：C.A）是一支法国职业公路自行车队，脱胎于法国标致车队，于1987年组建，名为Vêtements Z-标致车队，由童装品牌Z和标致汽车联合赞助。1998年起由法国农业信贷银行冠名赞助。2008年，法国农业信贷银行不再续约，车队随之解散。
车队于1989年和两届环法总冠军格雷格·萊蒙德签下了三年总计多达550万美元的合同，创下了自行车界签约金额的记录。格雷格·萊蒙德随即于1999年第三次赢得环法总冠军。1993年，车队签下刚从场地自行车转型的克里斯·博德曼，由其担任主将。1995年至2001年间，车队陆续引进了斯图尔特·奥格雷迪、延斯·福格特、乔纳森·沃特斯和鲍比·朱利希等车手。2005年，车队车手托尔·胡绍夫德赢下环法最佳冲刺手的绿衫。2008年，法国农业信贷银行停止了长达十年的赞助，车队在寻找下家未果后解散，旗下车手大多转而签约其他车队。